# 港南区 (贵港市)
港南区是中国广西壮族自治区贵港市所辖的一个市辖区。总面积为1225平方公里，區人民政府駐江南街道港南路128號。

## 行政区划
港南区下辖2个街道办事处、7个镇：
江南街道、八塘街道、桥圩镇、木格镇、木梓镇、湛江镇、东津镇、新塘镇和瓦塘镇。

## 人口
2020年末，港南區總人口70.36萬人，同比減少0.4％，其中農村人口55.17萬人，城鎮人口15.19萬人。

## 交通

### 公路
- 柳北高速、 广昆高速

## 风景名胜
- 安澜塔